# Биг-Бэр
Биг-Бэр (англ. Big Bear Lake, с англ. — «Большое Медвежье озеро») — водохранилище в западной части Соединённых Штатов, в округе Сан-Бернардино в штате Калифорния.
Объём воды составляет 90 млн кубометров. Размер водохранилища составляет 11 км × 4 км. Максимальная глубина 22 м. Расположено на высоте 2059 м над уровнем моря. На берегу водохранилища находится одноимённый город.
С 1883 по 1884 год в горах Сан-Бернардино была возведена плотина высотой около 18 метров и длиной около 90 метров. Образовавшееся в результате строительства водоём в то время был самым крупным водохранилищем в мире. Оно использовалось для орошения сельскохозяйственных угодий. В 1911 году была построена дополнительная плотина высотой более 6 метров, что позволило увеличить объём воды в три раза. В 1988 году плотина была усилена, чтобы соответствовать требованиям устойчивости к землетрясениям. Имеет высоту около 24 метра и длину около 110 метров.